# Campeonato de Fútbol Femenino de Primera División C 2022 (Argentina)
El Campeonato de Fútbol Femenino de Primera División C 2022 fue la tercera temporada de la Primera División C. Fue organizado por la Asociación del Fútbol Argentino. Comenzó el 9 de abril y finalizó el 4 de diciembre de 2022.
Un total de 27 equipos participaron en la competición, incluyendo 18 equipos de la temporada anterior y 9 equipos aceptados por la Asociación del Fútbol Argentino para participar de la última categoría del fútbol femenino argentino.

## Equipos participantes
| Equipo                   | Ciudad               |
| ------------------------ | -------------------- |
| Argentino                | Merlo                |
| Arsenal                  | Sarandí              |
| Atlético de Rafaela      | Rafaela              |
| Berazategui              | Berazategui          |
| Cañuelas                 | Cañuelas             |
| Chacarita Juniors        | Villa Maipú          |
| Country Canning          | Canning              |
| Defensores de Cambaceres | Ensenada             |
| Deportivo Laferrere      | Laferrere            |
| Deportivo Maipú          | Maipú                |
| Ferrocarril Midland      | Libertad             |
| General Lamadrid         | Buenos Aires         |
| Ituzaingó                | Ituzaingó            |
| Juventud Unida           | San Miguel           |
| Newell's Old Boys        | Rosario              |
| Nueva Chicago            | Buenos Aires         |
| Quilmes                  | Quilmes              |
| Sacachispas              | Buenos Aires         |
| San Luis                 | San Luis             |
| San Martín               | Burzaco              |
| Sportivo Barracas        | Buenos Aires         |
| Sportivo Italiano        | Ciudad Evita         |
| Talleres                 | Córdoba              |
| Talleres                 | Remedios de Escalada |
| Tigre                    | Victoria             |
| Trocha                   | Mercedes             |
| Villas Unidas            | Buenos Aires         |

## Fase clasificación

### Zona A

#### Tabla de posiciones
| Pos. | Equipo                   | Pts. | PJ | PG | PE | PP | GF | GC | Dif. |
| ---- | ------------------------ | ---- | -- | -- | -- | -- | -- | -- | ---- |
| 01.º | San Luis                 | 22   | 8  | 7  | 1  | 0  | 39 | 2  | 37   |
| 02.º | Newell's Old Boys        | 19   | 8  | 6  | 1  | 1  | 23 | 2  | 21   |
| 03.º | Berazategui              | 13   | 8  | 4  | 1  | 3  | 22 | 14 | 8    |
| 04.º | Argentino (M)            | 13   | 8  | 3  | 4  | 1  | 11 | 6  | 5    |
| 05.º | Defensores de Cambaceres | 11   | 8  | 3  | 2  | 3  | 13 | 14 | −1   |
| 06.º | Chacarita Juniors        | 10   | 8  | 3  | 1  | 4  | 7  | 8  | −1   |
| 07.º | Sacachispas              | 10   | 8  | 3  | 1  | 4  | 9  | 17 | −8   |
| 08.º | Juventud Unida           | 4    | 8  | 1  | 1  | 6  | 5  | 35 | −30  |
| 09.º | General Lamadrid         | 0    | 8  | 0  | 0  | 8  | 1  | 32 | −31  |

|  | Los equipos que ocuparon estas posiciones al finalizar la disputa jugarán la fase ascenso.                                                    |
|  | El equipo que ocupó esta posición al finalizar la disputa no clasificó a la fase ascenso como mejor quinto y clasificó a la fase permanencia. |
|  | Los equipos que ocuparon estas posiciones al finalizar la disputa jugarán la fase permanencia.                                                |

|  |

#### Resultados
| Fecha 1                  | Fecha 1   | Fecha 1           | Fecha 1     | Fecha 1 | Fecha 1 |
| Local                    | Resultado | Visitante         | Fecha       |         |         |
| ------------------------ | --------- | ----------------- | ----------- | ------- | ------- |
| Defensores de Cambaceres | 2 - 0     | Chacarita Juniors | 9 de abril  |         |         |
| Newell's Old Boys        | 6 - 0     | General Lamadrid  | 9 de abril  |         |         |
| Argentino (M)            | 1 - 1     | Sacachispas       | 9 de abril  |         |         |
| San Luis                 | 6 - 1     | Berazategui       | 10 de abril |         |         |
| Libre: Juventud Unida    |           |                   |             |         |         |

| Fecha 2           | Fecha 2   | Fecha 2                  | Fecha 2     | Fecha 2 | Fecha 2 |
| Local             | Resultado | Visitante                | Fecha       |         |         |
| ----------------- | --------- | ------------------------ | ----------- | ------- | ------- |
| Berazategui       | 2 - 1     | Argentino (M)            | 16 de abril |         |         |
| Sacachispas       | 2 - 0     | Defensores de Cambaceres | 16 de abril |         |         |
| Chacarita Juniors | 0 - 1     | Newell's Old Boys        | 16 de abril |         |         |
| General Lamadrid  | 1 - 3     | Juventud Unida           | 17 de abril |         |         |
| Libre: San Luis   |           |                          |             |         |         |

| Fecha 3                  | Fecha 3   | Fecha 3           | Fecha 3     | Fecha 3 | Fecha 3 |
| Local                    | Resultado | Visitante         | Fecha       |         |         |
| ------------------------ | --------- | ----------------- | ----------- | ------- | ------- |
| Juventud Unida           | 0 - 1     | Chacarita Juniors | 23 de abril |         |         |
| Newell's Old Boys        | 4 - 0     | Sacachispas       | 23 de abril |         |         |
| Defensores de Cambaceres | 4 - 2     | Berazategui       | 23 de abril |         |         |
| Argentino (M)            | 1 - 1     | San Luis          | 23 de abril |         |         |
| Libre: General Lamadrid  |           |                   |             |         |         |

| Fecha 4              | Fecha 4   | Fecha 4                  | Fecha 4     | Fecha 4 | Fecha 4 |
| Local                | Resultado | Visitante                | Fecha       |         |         |
| -------------------- | --------- | ------------------------ | ----------- | ------- | ------- |
| San Luis             | 7 - 0     | Defensores de Cambaceres | 30 de abril |         |         |
| Berazategui          | 0 - 2     | Newell's Old Boys        | 30 de abril |         |         |
| Sacachispas          | 2 - 1     | Juventud Unida           | 30 de abril |         |         |
| Chacarita Juniors    | 1 - 0     | General Lamadrid         | 30 de abril |         |         |
| Libre: Argentino (M) |           |                          |             |         |         |

| Fecha 5                  | Fecha 5   | Fecha 5       | Fecha 5   | Fecha 5 | Fecha 5 |
| Local                    | Resultado | Visitante     | Fecha     |         |         |
| ------------------------ | --------- | ------------- | --------- | ------- | ------- |
| General Lamadrid         | 0 - 2     | Sacachispas   | 7 de mayo |         |         |
| Newell's Old Boys        | 0 - 1     | San Luis      | 7 de mayo |         |         |
| Juventud Unida           | 0 - 9     | Berazategui   | 8 de mayo |         |         |
| Defensores de Cambaceres | 0 - 0     | Argentino (M) | 8 de mayo |         |         |
| Libre: Chacarita Juniors |           |               |           |         |         |

| Fecha 6                         | Fecha 6   | Fecha 6           | Fecha 6    | Fecha 6 | Fecha 6 |
| Local                           | Resultado | Visitante         | Fecha      |         |         |
| ------------------------------- | --------- | ----------------- | ---------- | ------- | ------- |
| Argentino (M)                   | 1 - 1     | Newell's Old Boys | 14 de mayo |         |         |
| Berazategui                     | 5 - 0     | General Lamadrid  | 14 de mayo |         |         |
| San Luis                        | 12 - 0    | Juventud Unida    | 15 de mayo |         |         |
| Sacachispas                     | 1 - 4     | Chacarita Juniors | 15 de mayo |         |         |
| Libre: Defensores de Cambaceres |           |                   |            |         |         |

| Fecha 7            | Fecha 7   | Fecha 7                  | Fecha 7    | Fecha 7 | Fecha 7 |
| Local              | Resultado | Visitante                | Fecha      |         |         |
| ------------------ | --------- | ------------------------ | ---------- | ------- | ------- |
| Newell's Old Boys  | 2 - 0     | Defensores de Cambaceres | 21 de mayo |         |         |
| General Lamadrid   | 0 - 6     | San Luis                 | 21 de mayo |         |         |
| Chacarita Juniors  | 0 - 0     | Berazategui              | 22 de mayo |         |         |
| Juventud Unida     | 0 - 2     | Argentino (M)            | 22 de mayo |         |         |
| Libre: Sacachispas |           |                          |            |         |         |

| Fecha 8                  | Fecha 8   | Fecha 8           | Fecha 8    | Fecha 8 | Fecha 8 |
| Local                    | Resultado | Visitante         | Fecha      |         |         |
| ------------------------ | --------- | ----------------- | ---------- | ------- | ------- |
| Argentino (M)            | 3 - 0     | General Lamadrid  | 28 de mayo |         |         |
| Defensores de Cambaceres | 1 - 1     | Juventud Unida    | 29 de mayo |         |         |
| San Luis                 | 2 - 0     | Chacarita Juniors | 29 de mayo |         |         |
| Berazategui              | 3 - 1     | Sacachispas       | 29 de mayo |         |         |
| Libre: Newell's Old Boys |           |                   |            |         |         |

| Fecha 9            | Fecha 9   | Fecha 9                  | Fecha 9     | Fecha 9 | Fecha 9 |
| Local              | Resultado | Visitante                | Fecha       |         |         |
| ------------------ | --------- | ------------------------ | ----------- | ------- | ------- |
| Sacachispas        | 0 - 4     | San Luis                 | 11 de junio |         |         |
| Chacarita Juniors  | 1 - 2     | Argentino (M)            | 11 de junio |         |         |
| General Lamadrid   | 0 - 6     | Defensores de Cambaceres | 11 de junio |         |         |
| Juventud Unida     | 0 - 7     | Newell's Old Boys        | 11 de junio |         |         |
| Libre: Berazategui |           |                          |             |         |         |

| 1. |

### Zona B

#### Tabla de posiciones
| Pos. | Equipo              | Pts. | PJ | PG | PE | PP | GF | GC | Dif. |
| ---- | ------------------- | ---- | -- | -- | -- | -- | -- | -- | ---- |
| 01.º | Talleres (RdE)      | 24   | 8  | 8  | 0  | 0  | 35 | 2  | 33   |
| 02.º | Deportivo Laferrere | 19   | 8  | 6  | 1  | 1  | 21 | 8  | 13   |
| 03.º | Deportivo Maipú     | 16   | 8  | 5  | 1  | 2  | 16 | 6  | 10   |
| 04.º | Cañuelas            | 12   | 8  | 3  | 3  | 2  | 14 | 9  | 5    |
| 05.º | Nueva Chicago       | 12   | 8  | 3  | 3  | 2  | 16 | 13 | 3    |
| 06.º | San Martín (B)      | 8    | 8  | 2  | 2  | 4  | 11 | 13 | −2   |
| 07.º | Ituzaingó           | 7    | 8  | 2  | 1  | 5  | 10 | 21 | −11  |
| 08.º | Trocha              | 4    | 8  | 1  | 1  | 6  | 10 | 32 | −22  |
| 09.º | Sportivo Italiano   | 0    | 8  | 0  | 0  | 8  | 2  | 29 | −27  |

|  | Los equipos que ocuparon estas posiciones al finalizar la disputa jugarán la fase ascenso.                                    |
|  | El equipo que ocupó esta posición al finalizar la disputa podría clasificar a la fase ascenso en caso de ser el mejor quinto. |
|  | Los equipos que ocuparon estas posiciones al finalizar la disputa jugarán la fase permanencia.                                |

#### Resultados
| Fecha 1                | Fecha 1   | Fecha 1           | Fecha 1     | Fecha 1 | Fecha 1 |
| Local                  | Resultado | Visitante         | Fecha       |         |         |
| ---------------------- | --------- | ----------------- | ----------- | ------- | ------- |
| Cañuelas               | 0 - 2     | Talleres (RdE)    | 9 de abril  |         |         |
| Trocha                 | 4 - 0     | Sportivo Italiano | 9 de abril  |         |         |
| Deportivo Laferrere    | 4 - 1     | San Martín (B)    | 9 de abril  |         |         |
| Nueva Chicago          | 1 - 0     | Ituzaingó         | 10 de abril |         |         |
| Libre: Deportivo Maipú |           |                   |             |         |         |

| Fecha 2                    | Fecha 2   | Fecha 2         | Fecha 2     | Fecha 2 | Fecha 2 |
| Local                      | Resultado | Visitante       | Fecha       |         |         |
| -------------------------- | --------- | --------------- | ----------- | ------- | ------- |
| San Martín (B)             | 3 - 0     | Trocha          | 16 de abril |         |         |
| Sportivo Italiano          | 0 - 3     | Nueva Chicago   | 16 de abril |         |         |
| Ituzaingó                  | 0 - 1     | Cañuelas        | 16 de abril |         |         |
| Talleres (RdE)             | 1 - 0     | Deportivo Maipú | 16 de abril |         |         |
| Libre: Deportivo Laferrere |           |                 |             |         |         |

| Fecha 3               | Fecha 3   | Fecha 3             | Fecha 3     | Fecha 3 | Fecha 3 |
| Local                 | Resultado | Visitante           | Fecha       |         |         |
| --------------------- | --------- | ------------------- | ----------- | ------- | ------- |
| Deportivo Maipú       | 5 - 0     | Ituzaingó           | 23 de abril |         |         |
| Cañuelas              | 3 - 0     | Sportivo Italiano   | 23 de abril |         |         |
| Nueva Chicago         | 5 - 2     | San Martín (B)      | 23 de abril |         |         |
| Trocha                | 1 - 3     | Deportivo Laferrere | 24 de abril |         |         |
| Libre: Talleres (RdE) |           |                     |             |         |         |

| Fecha 4             | Fecha 4   | Fecha 4         | Fecha 4     | Fecha 4 | Fecha 4 |
| Local               | Resultado | Visitante       | Fecha       |         |         |
| ------------------- | --------- | --------------- | ----------- | ------- | ------- |
| Deportivo Laferrere | 3 - 0     | Nueva Chicago   | 30 de abril |         |         |
| San Martín (B)      | 1 - 1     | Cañuelas        | 30 de abril |         |         |
| Sportivo Italiano   | 0 - 3     | Deportivo Maipú | 30 de abril |         |         |
| Ituzaingó           | 1 - 7     | Talleres (RdE)  | 30 de abril |         |         |
| Libre: Trocha       |           |                 |             |         |         |

| Fecha 5          | Fecha 5   | Fecha 5             | Fecha 5   | Fecha 5 | Fecha 5 |
| Local            | Resultado | Visitante           | Fecha     |         |         |
| ---------------- | --------- | ------------------- | --------- | ------- | ------- |
| Talleres (RdE)   | 9 - 0     | Sportivo Italiano   | 7 de mayo |         |         |
| Deportivo Maipú  | 1 - 0     | San Martín (B)      | 7 de mayo |         |         |
| Cañuelas         | 2 - 2     | Deportivo Laferrere | 7 de mayo |         |         |
| Nueva Chicago    | 2 - 2     | Trocha              | 8 de mayo |         |         |
| Libre: Ituzaingó |           |                     |           |         |         |

| Fecha 6              | Fecha 6   | Fecha 6         | Fecha 6    | Fecha 6 | Fecha 6 |
| Local                | Resultado | Visitante       | Fecha      |         |         |
| -------------------- | --------- | --------------- | ---------- | ------- | ------- |
| Trocha               | 1 - 5     | Cañuelas        | 14 de mayo |         |         |
| Deportivo Laferrere  | 2 - 1     | Deportivo Maipú | 14 de mayo |         |         |
| San Martín (B)       | 0 - 1     | Talleres (RdE)  | 14 de mayo |         |         |
| Sportivo Italiano    | 1 - 3     | Ituzaingó       | 14 de mayo |         |         |
| Libre: Nueva Chicago |           |                 |            |         |         |

| Fecha 7                  | Fecha 7   | Fecha 7             | Fecha 7    | Fecha 7 | Fecha 7 |
| Local                    | Resultado | Visitante           | Fecha      |         |         |
| ------------------------ | --------- | ------------------- | ---------- | ------- | ------- |
| Deportivo Maipú          | 3 - 1     | Trocha              | 21 de mayo |         |         |
| Ituzaingó                | 1 - 1     | San Martín (B)      | 22 de mayo |         |         |
| Talleres (RdE)           | 2 - 0     | Deportivo Laferrere | 22 de mayo |         |         |
| Cañuelas                 | 2 - 2     | Nueva Chicago       | 22 de mayo |         |         |
| Libre: Sportivo Italiano |           |                     |            |         |         |

| Fecha 8             | Fecha 8   | Fecha 8           | Fecha 8    | Fecha 8 | Fecha 8 |
| Local               | Resultado | Visitante         | Fecha      |         |         |
| ------------------- | --------- | ----------------- | ---------- | ------- | ------- |
| Nueva Chicago       | 2 - 2     | Deportivo Maipú   | 28 de mayo |         |         |
| Trocha              | 0 - 11    | Talleres (RdE)    | 28 de mayo |         |         |
| Deportivo Laferrere | 4 - 0     | Ituzaingó         |            |         |         |
| San Martín (B)      | 3 - 0     | Sportivo Italiano |            |         |         |
| Libre: Cañuelas     |           |                   |            |         |         |

| Fecha 9               | Fecha 9   | Fecha 9             | Fecha 9     | Fecha 9 | Fecha 9 |
| Local                 | Resultado | Visitante           | Fecha       |         |         |
| --------------------- | --------- | ------------------- | ----------- | ------- | ------- |
| Deportivo Maipú       | 1 - 0     | Cañuelas            | 4 de junio  |         |         |
| Sportivo Italiano     | 1 - 3     | Deportivo Laferrere | 11 de junio |         |         |
| Ituzaingó             | 5 - 1     | Trocha              | 12 de junio |         |         |
| Talleres (RdE)        | 2 - 1     | Nueva Chicago       | 12 de junio |         |         |
| Libre: San Martín (B) |           |                     |             |         |         |

|  |

### Zona C

#### Tabla de posiciones
| Pos. | Equipo              | Pts. | PJ | PG | PE | PP | GF | GC | Dif. |
| ---- | ------------------- | ---- | -- | -- | -- | -- | -- | -- | ---- |
| 01.º | Talleres (C)        | 22   | 8  | 7  | 1  | 0  | 29 | 5  | 24   |
| 02.º | Atlético de Rafaela | 20   | 8  | 6  | 2  | 0  | 44 | 8  | 36   |
| 03.º | Ferrocarril Midland | 15   | 8  | 4  | 3  | 1  | 22 | 12 | 10   |
| 04.º | Arsenal             | 13   | 8  | 4  | 1  | 3  | 21 | 12 | 9    |
| 05.º | Quilmes             | 12   | 8  | 4  | 0  | 4  | 19 | 17 | 2    |
| 06.º | Tigre               | 10   | 8  | 3  | 1  | 4  | 22 | 16 | 6    |
| 07.º | Country Canning     | 9    | 8  | 3  | 0  | 5  | 8  | 27 | −19  |
| 08.º | Villas Unidas       | 3    | 8  | 1  | 0  | 7  | 7  | 32 | −25  |
| 09.º | Sportivo Barracas   | 0    | 8  | 0  | 0  | 8  | 3  | 38 | −35  |

|  | Los equipos que ocuparon estas posiciones al finalizar la disputa jugarán la fase ascenso.                                                    |
|  | El equipo que ocupó esta posición al finalizar la disputa no clasificó a la fase ascenso como mejor quinto y clasificó a la fase permanencia. |
|  | Los equipos que ocuparon estas posiciones al finalizar la disputa jugarán la fase permanencia.                                                |

#### Resultados
| Fecha 1           | Fecha 1   | Fecha 1             | Fecha 1     | Fecha 1 | Fecha 1 |
| Local             | Resultado | Visitante           | Fecha       |         |         |
| ----------------- | --------- | ------------------- | ----------- | ------- | ------- |
| Talleres (C)      | 6 - 0     | Villas Unidas       | 9 de abril  |         |         |
| Country Canning   | 0 - 2     | Ferrocarril Midland | 9 de abril  |         |         |
| Tigre             | 1 - 4     | Atlético de Rafaela | 10 de abril |         |         |
| Sportivo Barracas | 0 - 4     | Arsenal             | 10 de abril |         |         |
| Libre: Quilmes    |           |                     |             |         |         |

| Fecha 2                  | Fecha 2   | Fecha 2         | Fecha 2     | Fecha 2 | Fecha 2 |
| Local                    | Resultado | Visitante       | Fecha       |         |         |
| ------------------------ | --------- | --------------- | ----------- | ------- | ------- |
| Ferrocarril Midland      | 1 - 2     | Talleres (C)    | 14 de abril |         |         |
| Atlético de Rafaela      | 6 - 1     | Country Canning | 16 de abril |         |         |
| Villas Unidas            | 1 - 3     | Quilmes         | 16 de abril |         |         |
| Arsenal                  | 0 - 2     | Tigre           | 17 de abril |         |         |
| Libre: Sportivo Barracas |           |                 |             |         |         |

| Fecha 3              | Fecha 3   | Fecha 3             | Fecha 3     | Fecha 3 | Fecha 3 |
| Local                | Resultado | Visitante           | Fecha       |         |         |
| -------------------- | --------- | ------------------- | ----------- | ------- | ------- |
| Talleres (C)         | 1 - 1     | Atlético de Rafaela | 23 de abril |         |         |
| Country Canning      | 0 - 9     | Arsenal             | 23 de abril |         |         |
| Quilmes              | 4 - 5     | Ferrocarril Midland | 24 de abril |         |         |
| Tigre                | 5 - 0     | Sportivo Barracas   | 24 de abril |         |         |
| Libre: Villas Unidas |           |                     |             |         |         |

| Fecha 4             | Fecha 4   | Fecha 4         | Fecha 4     | Fecha 4 | Fecha 4 |
| Local               | Resultado | Visitante       | Fecha       |         |         |
| ------------------- | --------- | --------------- | ----------- | ------- | ------- |
| Sportivo Barracas   | 2 - 3     | Country Canning | 30 de abril |         |         |
| Arsenal             | 0 - 2     | Talleres (C)    | 30 de abril |         |         |
| Atlético de Rafaela | 3 - 1     | Quilmes         | 30 de abril |         |         |
| Ferrocarril Midland | 6 - 0     | Villas Unidas   | 30 de abril |         |         |
| Libre: Tigre        |           |                 |             |         |         |

| Fecha 5                    | Fecha 5   | Fecha 5             | Fecha 5   | Fecha 5 | Fecha 5 |
| Local                      | Resultado | Visitante           | Fecha     |         |         |
| -------------------------- | --------- | ------------------- | --------- | ------- | ------- |
| Villas Unidas              | 2 - 5     | Atlético de Rafaela | 7 de mayo |         |         |
| Country Canning            | 1 - 0     | Tigre               | 7 de mayo |         |         |
| Quilmes                    | 2 - 4     | Arsenal             | 8 de mayo |         |         |
| Talleres (C)               | 6 - 0     | Sportivo Barracas   | 8 de mayo |         |         |
| Libre: Ferrocarril Midland |           |                     |           |         |         |

| Fecha 6                | Fecha 6   | Fecha 6             | Fecha 6    | Fecha 6 | Fecha 6 |
| Local                  | Resultado | Visitante           | Fecha      |         |         |
| ---------------------- | --------- | ------------------- | ---------- | ------- | ------- |
| Sportivo Barracas      | 0 - 3     | Quilmes             | 14 de mayo |         |         |
| Arsenal                | 1 - 0     | Villas Unidas       | 14 de mayo |         |         |
| Tigre                  | 2 - 4     | Talleres (C)        | 15 de mayo |         |         |
| Atlético de Rafaela    | 1 - 1     | Ferrocarril Midland | 15 de mayo |         |         |
| Libre: Country Canning |           |                     |            |         |         |

| Fecha 7                    | Fecha 7   | Fecha 7           | Fecha 7    | Fecha 7 | Fecha 7 |
| Local                      | Resultado | Visitante         | Fecha      |         |         |
| -------------------------- | --------- | ----------------- | ---------- | ------- | ------- |
| Talleres (C)               | 6 - 1     | Country Canning   | 21 de mayo |         |         |
| Villas Unidas              | 3 - 1     | Sportivo Barracas | 22 de mayo |         |         |
| Ferrocarril Midland        | 3 - 3     | Arsenal           | 22 de mayo |         |         |
| Quilmes                    | 4 - 1     | Tigre             | 22 de mayo |         |         |
| Libre: Atlético de Rafaela |           |                   |            |         |         |

| Fecha 8             | Fecha 8   | Fecha 8             | Fecha 8    | Fecha 8 | Fecha 8 |
| Local               | Resultado | Visitante           | Fecha      |         |         |
| ------------------- | --------- | ------------------- | ---------- | ------- | ------- |
| Country Canning     | 1 - 2     | Quilmes             | 29 de mayo |         |         |
| Tigre               | 9 - 1     | Villas Unidas       | 29 de mayo |         |         |
| Sportivo Barracas   | 0 - 2     | Ferrocarril Midland | 29 de mayo |         |         |
| Arsenal             | 0 - 3     | Atlético de Rafaela | 29 de mayo |         |         |
| Libre: Talleres (C) |           |                     |            |         |         |

| Fecha 9             | Fecha 9   | Fecha 9           | Fecha 9     | Fecha 9 | Fecha 9 |
| Local               | Resultado | Visitante         | Fecha       |         |         |
| ------------------- | --------- | ----------------- | ----------- | ------- | ------- |
| Atlético de Rafaela | 12 - 0    | Sportivo Barracas | 11 de junio |         |         |
| Ferrocarril Midland | 2 - 2     | Tigre             | 11 de junio |         |         |
| Quilmes             | 0 - 2     | Talleres (C)      | 11 de junio |         |         |
| Villas Unidas       | 0 - 1     | Country Canning   | 11 de junio |         |         |
| Libre: Arsenal      |           |                   |             |         |         |

|  |

## Fase campeonato

### Tabla de posiciones
| Pos. | Equipo              | Pts. | PJ | PG | PE | PP | GF | GC | Dif. |
| ---- | ------------------- | ---- | -- | -- | -- | -- | -- | -- | ---- |
| 01.º | San Luis            | 62   | 24 | 19 | 5  | 0  | 98 | 14 | 84   |
| 02.º | Talleres (C)        | 58   | 24 | 18 | 4  | 2  | 65 | 12 | 53   |
| 03.º | Newell's Old Boys   | 46   | 23 | 14 | 4  | 5  | 49 | 22 | 27   |
| 04.º | Talleres (RdE)      | 38   | 23 | 11 | 5  | 7  | 28 | 29 | −1   |
| 05.º | Ferrocarril Midland | 37   | 23 | 11 | 4  | 8  | 37 | 32 | 5    |
| 06.º | Arsenal             | 33   | 24 | 9  | 6  | 9  | 32 | 31 | 1    |
| 07.º | Cañuelas            | 28   | 24 | 8  | 4  | 12 | 20 | 50 | −30  |
| 08.º | Atlético de Rafaela | 26   | 23 | 7  | 5  | 11 | 31 | 51 | −20  |
| 09.º | Deportivo Maipú     | 24   | 23 | 6  | 6  | 11 | 19 | 46 | −27  |
| 10.º | Deportivo Laferrere | 22   | 23 | 4  | 10 | 9  | 19 | 45 | −26  |
| 11.º | Berazategui         | 19   | 24 | 5  | 4  | 15 | 19 | 45 | −26  |
| 12.º | Nueva Chicago       | 17   | 22 | 5  | 2  | 15 | 22 | 61 | −39  |
| 13.º | Argentino (M)       | 14   | 24 | 3  | 5  | 16 | 14 | 25 | −11  |

|  | El equipo que ocupe esta posición al finalizar la disputa será campeón y ascenderá a la Primera División B.    |
|  | El equipo que ocupe esta posición al finalizar la disputa será subcampeón y ascenderá a la Primera División B. |
|  | Fue promovido a la Primera División B.                                                                         |

#### Resultados
| Fecha 1                    | Fecha 1   | Fecha 1             | Fecha 1     | Fecha 1 | Fecha 1 |
| Local                      | Resultado | Visitante           | Fecha       |         |         |
| -------------------------- | --------- | ------------------- | ----------- | ------- | ------- |
| Newell's Old Boys          | 4 - 0     | Cañuelas            | 25 de junio |         |         |
| Deportivo Maipú            | 1 - 4     | San Luis            | 25 de junio |         |         |
| Deportivo Laferrere        | 2 - 1     | Atlético de Rafaela | 25 de junio |         |         |
| Nueva Chicago              | 2 - 0     | Berazategui         | 25 de junio |         |         |
| Argentino (M)              | 3 - 0     | Arsenal             | 26 de junio |         |         |
| Talleres (C)               | 4 - 1     | Talleres (RdE)      | 26 de junio |         |         |
| Libre: Ferrocarril Midland |           |                     |             |         |         |

| Fecha 2              | Fecha 2   | Fecha 2             | Fecha 2    | Fecha 2 | Fecha 2 |
| Local                | Resultado | Visitante           | Fecha      |         |         |
| -------------------- | --------- | ------------------- | ---------- | ------- | ------- |
| Berazategui          | 5 - 4     | Talleres (C)        | 2 de julio |         |         |
| San Luis             | 4 - 0     | Argentino (M)       | 2 de julio |         |         |
| Arsenal              | 0 - 1     | Newell's Old Boys   | 2 de julio |         |         |
| Atlético de Rafaela  | 0 - 0     | Berazategui         | 2 de julio |         |         |
| Talleres (RdE)       | 1 - 1     | Deportivo Laferrere | 2 de julio |         |         |
| Cañuelas             | 2 - 2     | Ferrocarril Midland | 2 de julio |         |         |
| Libre: Nueva Chicago |           |                     |            |         |         |

| Fecha 3             | Fecha 3   | Fecha 3             | Fecha 3    | Fecha 3 | Fecha 3 |
| Local               | Resultado | Visitante           | Fecha      |         |         |
| ------------------- | --------- | ------------------- | ---------- | ------- | ------- |
| Ferrocarril Midland | 3 - 0     | Arsenal             | 8 de julio |         |         |
| Newell's Old Boys   | 2 - 2     | San Luis            | 9 de julio |         |         |
| Argentino (M)       | -         | Atlético de Rafaela | 9 de julio |         |         |
| Deportivo Maipú     | 1 - 0     | Talleres (RdE)      |            |         |         |
| Deportivo Laferrere | 0 - 2     | Berazategui         |            |         |         |
| Talleres (C)        | 0 - 1     | Nueva Chicago       |            |         |         |
| Libre: Cañuelas     |           |                     |            |         |         |

| Fecha 4             | Fecha 4   | Fecha 4             | Fecha 4     | Fecha 4 | Fecha 4 |
| Local               | Resultado | Visitante           | Fecha       |         |         |
| ------------------- | --------- | ------------------- | ----------- | ------- | ------- |
| Berazategui         | 0 - 1     | Deportivo Maipú     | 16 de julio |         |         |
| Atlético de Rafaela | 3 - 2     | Newell's Old Boys   | 16 de julio |         |         |
| Nueva Chicago       | 0 - 1     | Deportivo Laferrere | 17 de julio |         |         |
| Talleres (RdE)      | 3 - 1     | Argentino (M)       | 17 de julio |         |         |
| San Luis            | 5 - 2     | Ferrocarril Midland | 17 de julio |         |         |
| Arsenal             | 2 - 0     | Cañuelas            | 17 de julio |         |         |
| Libre: Talleres (C) |           |                     |             |         |         |

| Fecha 5             | Fecha 5   | Fecha 5             | Fecha 5     | Fecha 5 | Fecha 5 |
| Local               | Resultado | Visitante           | Fecha       |         |         |
| ------------------- | --------- | ------------------- | ----------- | ------- | ------- |
| Ferrocarril Midland | 5 - 0     | Atlético de Rafaela | 23 de julio |         |         |
| Newell's Old Boys   | 0 - 1     | Talleres (RdE)      | 23 de julio |         |         |
| Deportivo Maipú     | 2 - 0     | Nueva Chicago       | 23 de julio |         |         |
| Argentino de Merlo  | 5 - 0     | Berazategui         | 24 de julio |         |         |
| Cañuelas            | 0 - 4     | San Luis            | 24 de julio |         |         |
| Deportivo Laferrere | 0 - 0     | Talleres (C)        | 24 de julio |         |         |
| Libre: Arsenal      |           |                     |             |         |         |

| Fecha 6                    | Fecha 6   | Fecha 6             | Fecha 6     | Fecha 6 | Fecha 6 |
| Local                      | Resultado | Visitante           | Fecha       |         |         |
| -------------------------- | --------- | ------------------- | ----------- | ------- | ------- |
| Talleres (C)               | 3 - 0     | Deportivo Maipú     | 30 de julio |         |         |
| Talleres (RdE)             | 3 - 0     | Ferrocarril Midland | 30 de julio |         |         |
| Berazategui                | 0 - 2     | Newell's Old Boys   | 31 de julio |         |         |
| Atlético de Rafaela        | 3 - 1     | Cañuelas            | 31 de julio |         |         |
| Nueva Chicago              | 2 - 2     | Argentino de Merlo  | 31 de julio |         |         |
| San Luis                   | 3 - 3     | Arsenal             | 31 de julio |         |         |
| Libre: Deportivo Laferrere |           |                     |             |         |         |

| Fecha 7             | Fecha 7   | Fecha 7             | Fecha 7     | Fecha 7 | Fecha 7 |
| Local               | Resultado | Visitante           | Fecha       |         |         |
| ------------------- | --------- | ------------------- | ----------- | ------- | ------- |
| Newell's Old Boys   | 4 - 2     | Nueva Chicago       | 6 de agosto |         |         |
| Cañuelas            | 0 - 0     | Talleres (RdE)      | 6 de agosto |         |         |
| Deportivo Maipú     | 1- 1      | Deportivo Laferrere | 6 de agosto |         |         |
| Arsenal             | 2 - 0     | Atlético de Rafaela | 7 de agosto |         |         |
| Argentino de Merlo  | 0 - 1     | Talleres (C)        | 7 de agosto |         |         |
| Ferrocarril Midland | 2 - 0     | Berazategui         | 7 de agosto |         |         |
| Libre: San Luis     |           |                     |             |         |         |

| Fecha 8                | Fecha 8   | Fecha 8             | Fecha 8      | Fecha 8 | Fecha 8 |
| Local                  | Resultado | Visitante           | Fecha        |         |         |
| ---------------------- | --------- | ------------------- | ------------ | ------- | ------- |
| Atlético de Rafaela    | 1 - 6     | San Luis            | 13 de agosto |         |         |
| Talleres (C)           | 6 - 0     | Newell's Old Boys   | 13 de agosto |         |         |
| Deportivo Laferrere    | 0 - 0     | Argentino de Merlo  | 13 de agosto |         |         |
| Berazategui            | 1 - 1     | Cañuelas            | 14 de agosto |         |         |
| Nueva Chicago          | 1 - 5     | Ferrocarril Midland | 14 de agosto |         |         |
| Talleres (RdE)         | 1 - 1     | Arsenal             | 14 de agosto |         |         |
| Libre: Deportivo Maipú |           |                     |              |         |         |

| Fecha 9                    | Fecha 9   | Fecha 9             | Fecha 9      | Fecha 9 | Fecha 9 |
| Local                      | Resultado | Visitante           | Fecha        |         |         |
| -------------------------- | --------- | ------------------- | ------------ | ------- | ------- |
| Arsenal                    | 2 - 2     | Berazategui         | 20 de agosto |         |         |
| Argentino de Merlo         | 1 - 1     | Deportivo Maipú     | 20 de agosto |         |         |
| Ferrocarril Midland        | 1 - 0     | Talleres (C)        | 20 de agosto |         |         |
| Newell's Old Boys          | 1 - 1     | Deportivo Laferrere | 20 de agosto |         |         |
| Cañuelas                   | 1 - 0     | Nueva Chicago       | 21 de agosto |         |         |
| San Luis                   | 6 - 0     | Talleres (RdE)      | 21 de agosto |         |         |
| Libre: Atlético de Rafaela |           |                     |              |         |         |

| Fecha 10                  | Fecha 10  | Fecha 10            | Fecha 10     | Fecha 10 | Fecha 10 |
| Local                     | Resultado | Visitante           | Fecha        |          |          |
| ------------------------- | --------- | ------------------- | ------------ | -------- | -------- |
| Berazategui               | 0 - 4     | San Luis            | 27 de agosto |          |          |
| Talleres (RdE)            | 4 - 0     | Atlético de Rafaela | 27 de agosto |          |          |
| Deportivo Maipú           | 0 - 3     | Newell's Old Boys   | 27 de agosto |          |          |
| Deportivo Laferrere       | 0 - 1     | Ferrocarril Midland | 27 de agosto |          |          |
| Nueva Chicago             | 0 - 1     | Arsenal             | 28 de agosto |          |          |
| Talleres (C)              | 6 - 1     | Cañuelas            | 28 de agosto |          |          |
| Libre: Argentino de Merlo |           |                     |              |          |          |

| Fecha 11              | Fecha 11  | Fecha 11            | Fecha 11        | Fecha 11 | Fecha 11 |
| Local                 | Resultado | Visitante           | Fecha           |          |          |
| --------------------- | --------- | ------------------- | --------------- | -------- | -------- |
| Atlético de Rafaela   | 4 - 2     | Berazategui         | 3 de septiembre |          |          |
| Arsenal               | 2 - 2     | Talleres (C)        | 3 de septiembre |          |          |
| Ferrocarril Midland   | 3 - 2     | Deportivo Maipú     | 3 de septiembre |          |          |
| Newell's Old Boys     | 1 - 0     | Argentino de Merlo  | 3 de septiembre |          |          |
| Cañuelas              | 1 - 2     | Deportivo Laferrere | 3 de septiembre |          |          |
| San Luis              | 9 - 0     | Nueva Chicago       | 4 de septiembre |          |          |
| Libre: Talleres (RdE) |           |                     |                 |          |          |

| Fecha 12                 | Fecha 12  | Fecha 12            | Fecha 12         | Fecha 12 | Fecha 12 |
| Local                    | Resultado | Visitante           | Fecha            |          |          |
| ------------------------ | --------- | ------------------- | ---------------- | -------- | -------- |
| Berazategui              | 2 - 1     | Talleres (RdE)      | 10 de septiembre |          |          |
| Argentino de Merlo       | 1 - 1     | Ferrocarril Midland | 10 de septiembre |          |          |
| Talleres (C)             | 1 - 1     | San Luis            | 10 de septiembre |          |          |
| Deportivo Maipú          | 0 - 1     | Cañuelas            | 10 de septiembre |          |          |
| Deportivo Laferrere      | 2 - 3     | Arsenal             | 10 de septiembre |          |          |
| Nueva Chicago            | 4 - 3     | Atlético de Rafaela | 11 de septiembre |          |          |
| Libre: Newell's Old Boys |           |                     |                  |          |          |

| Fecha 13            | Fecha 13  | Fecha 13            | Fecha 13         | Fecha 13 | Fecha 13 |
| Local               | Resultado | Visitante           | Fecha            |          |          |
| ------------------- | --------- | ------------------- | ---------------- | -------- | -------- |
| Arsenal             | 2 - 2     | Deportivo Maipú     | 17 de septiembre |          |          |
| Ferrocarril Midland | 1 - 1     | Newell's Old Boys   | 17 de septiembre |          |          |
| Talleres (RdE)      | 2 - 0     | Nueva Chicago       | 17 de septiembre |          |          |
| Cañuelas            | 1 - 0     | Argentino de Merlo  | 17 de septiembre |          |          |
| Atlético de Rafaela | 1 - 4     | Talleres (C)        | 18 de septiembre |          |          |
| San Luis            | 5 - 0     | Deportivo Laferrere | 18 de septiembre |          |          |
| Libre: Berazategui  |           |                     |                  |          |          |

| Fecha 14                   | Fecha 14  | Fecha 14            | Fecha 14         | Fecha 14 | Fecha 14 |
| Local                      | Resultado | Visitante           | Fecha            |          |          |
| -------------------------- | --------- | ------------------- | ---------------- | -------- | -------- |
| Berazategui                | 3 - 1     | Nueva Chicago       | 24 de septiembre |          |          |
| Atlético de Rafaela        | 0 - 0     | Deportivo Laferrere | 24 de septiembre |          |          |
| Arsenal                    | 0 - 1     | Argentino de Merlo  | 24 de septiembre |          |          |
| Talleres (RdE)             | 0 - 4     | Talleres (C)        | 24 de septiembre |          |          |
| Cañuelas                   | 0 - 4     | Newell's Old Boys   | 24 de septiembre |          |          |
| San Luis                   | 7 - 0     | Deportivo Maipú     | 24 de septiembre |          |          |
| Libre: Ferrocarril Midland |           |                     |                  |          |          |

| Fecha 15             | Fecha 15  | Fecha 15            | Fecha 15         | Fecha 15 | Fecha 15 |
| Local                | Resultado | Visitante           | Fecha            |          |          |
| -------------------- | --------- | ------------------- | ---------------- | -------- | -------- |
| Ferrocarril Midland  | 1 - 0     | Cañuelas            | 30 de septiembre |          |          |
| Newell's Old Boys    | 1 - 2     | Arsenal             | 1 de octubre     |          |          |
| Deportivo Maipú      | 3 - 3     | Atlético de Rafaela | 1 de octubre     |          |          |
| Argentino de Merlo   | 0 - 0     | San Luis            | 2 de octubre     |          |          |
| Talleres (C)         | 2 - 0     | Berazategui         | 2 de octubre     |          |          |
| Deportivo Laferrere  | 0 - 0     | Talleres (RdE)      | 2 de octubre     |          |          |
| Libre: Nueva Chicago |           |                     |                  |          |          |

| Fecha 16            | Fecha 16  | Fecha 16            | Fecha 16      | Fecha 16 | Fecha 16 |
| Local               | Resultado | Visitante           | Fecha         |          |          |
| ------------------- | --------- | ------------------- | ------------- | -------- | -------- |
| Berazategui         | 1 - 1     | Deportivo Laferrere | 8 de octubre  |          |          |
| Atlético de Rafaela | 1 - 0     | Argentino de Merlo  | 8 de octubre  |          |          |
| Arsenal             | 1 - 2     | Ferrocarril Midland | 8 de octubre  |          |          |
| Talleres (RdE)      | 1 - 0     | Deportivo Maipú     | 8 de octubre  |          |          |
| San Luis            | 1 - 0     | Newell's Old Boys   | 9 de octubre  |          |          |
| Nueva Chicago       | 0 - 3     | Talleres (C)        | 10 de octubre |          |          |
| Libre: Cañuelas     |           |                     |               |          |          |

| Fecha 17            | Fecha 17  | Fecha 17            | Fecha 17      | Fecha 17 | Fecha 17 |
| Local               | Resultado | Visitante           | Fecha         |          |          |
| ------------------- | --------- | ------------------- | ------------- | -------- | -------- |
| Ferrocarril Midland | 0 - 5     | San Luis            | 14 de octubre |          |          |
| Argentino de Merlo  | 0 - 1     | Talleres (RdE)      | 15 de octubre |          |          |
| Newell's Old Boys   | 2 - 0     | Atlético de Rafaela | 15 de octubre |          |          |
| Cañuelas            | 2 - 1     | Arsenal             | 15 de octubre |          |          |
| Deportivo Maipú     | 1 - 1     | Berazategui         | 15 de octubre |          |          |
| Deportivo Laferrere | 2 - 2     | Nueva Chicago       | 16 de octubre |          |          |
| Libre: Talleres (C) |           |                     |               |          |          |

| Fecha 18            | Fecha 18  | Fecha 18            | Fecha 18       | Fecha 18 | Fecha 18 |
| Local               | Resultado | Visitante           | Fecha          |          |          |
| ------------------- | --------- | ------------------- | -------------- | -------- | -------- |
| Berazategui         | 1 - 0     | Argentino de Merlo  | 22 de octubre  |          |          |
| Talleres (RdE)      | 1 - 2     | Newell's Old Boys   | 22 de octubre  |          |          |
| San Luis            | 13 - 0    | Cañuelas            | 22 de octubre  |          |          |
| Atlético de Rafaela | 3 - 2     | Ferrocarril Midland | 23 de octubre  |          |          |
| Nueva Chicago       | 4 - 1     | Deportivo Maipú     | 23 de octubre  |          |          |
| Talleres (C)        | 1 - 0     | Deportivo Laferrere | 2 de noviembre |          |          |
| Libre: Arsenal      |           |                     |                |          |          |

| Fecha 19                   | Fecha 19  | Fecha 19            | Fecha 19      | Fecha 19 | Fecha 19 |
| Local                      | Resultado | Visitante           | Fecha         |          |          |
| -------------------------- | --------- | ------------------- | ------------- | -------- | -------- |
| Arsenal                    | 0 - 3     | San Luis            | 29 de octubre |          |          |
| Argentino de Merlo         | 0 - 1     | Nueva Chicago       | 29 de octubre |          |          |
| Newell's Old Boys          | 3 - 1     | Berazategui         | 29 de octubre |          |          |
| Cañuelas                   | 2 - 2     | Atlético de Rafaela | 29 de octubre |          |          |
| Ferrocarril Midland        | 0 - 1     | Talleres (RdE)      | 30 de octubre |          |          |
| Deportivo Maipú            | 0 - 6     | Talleres (C)        | 30 de octubre |          |          |
| Libre: Deportivo Laferrere |           |                     |               |          |          |

| Fecha 20            | Fecha 20  | Fecha 20            | Fecha 20       | Fecha 20 | Fecha 20 |
| Local               | Resultado | Visitante           | Fecha          |          |          |
| ------------------- | --------- | ------------------- | -------------- | -------- | -------- |
| Talleres (C)        | 1 - 0     | Argentino de Merlo  | 5 de noviembre |          |          |
| Deportivo Laferrere | -         | Deportivo Maipú     | 5 de noviembre |          |          |
| Berazategui         | 1 - 0     | Ferrocarril Midland | 6 de noviembre |          |          |
| Atlético de Rafaela | 1 - 1     | Arsenal             | 6 de noviembre |          |          |
| Nueva Chicago       | 0 - 7     | Newell's Old Boys   | 6 de noviembre |          |          |
| Talleres (RdE)      | 2 - 1     | Cañuelas            | 6 de noviembre |          |          |
| Libre: San Luis     |           |                     |                |          |          |

| Fecha 21               | Fecha 21  | Fecha 21            | Fecha 21        | Fecha 21 | Fecha 21 |
| Local                  | Resultado | Visitante           | Fecha           |          |          |
| ---------------------- | --------- | ------------------- | --------------- | -------- | -------- |
| Argentino de Merlo     | 0 - 1     | Deportivo Laferrere | 12 de noviembre |          |          |
| Arsenal                | 4 - 0     | Talleres (RdE)      | 12 de noviembre |          |          |
| Ferrocarril Midland    | 1 - 0     | Nueva Chicago       | 12 de noviembre |          |          |
| Newell's Old Boys      | 1 - 1     | Talleres (C)        | 12 de noviembre |          |          |
| San Luis               | 4 - 0     | Atlético de Rafaela | 12 de noviembre |          |          |
| Cañuelas               | 2 - 0     | Berazategui         | 13 de noviembre |          |          |
| Libre: Deportivo Maipú |           |                     |                 |          |          |

| Fecha 22                   | Fecha 22  | Fecha 22            | Fecha 22        | Fecha 22 | Fecha 22 |
| Local                      | Resultado | Visitante           | Fecha           |          |          |
| -------------------------- | --------- | ------------------- | --------------- | -------- | -------- |
| Deportivo Maipú            | 1 - 0     | Argentino de Merlo  | 14 de noviembre |          |          |
| Berazategui                | 0 - 1     | Arsenal             | 19 de noviembre |          |          |
| Nueva Chicago              | 1 - 0     | Cañuelas            | 19 de noviembre |          |          |
| Talleres (C)               | 4 - 3     | Ferrocarril Midland | 19 de noviembre |          |          |
| Talleres (RdE)             | 1 - 1     | San Luis            | 19 de noviembre |          |          |
| Deportivo Laferrere        | 0 - 2     | Newell's Old Boys   | 19 de noviembre |          |          |
| Libre: Atlético de Rafaela |           |                     |                 |          |          |

| Fecha 23                  | Fecha 23  | Fecha 23            | Fecha 23        | Fecha 23 | Fecha 23 |
| Local                     | Resultado | Visitante           | Fecha           |          |          |
| ------------------------- | --------- | ------------------- | --------------- | -------- | -------- |
| San Luis                  | 1 - 0     | Berazategui         | 23 de noviembre |          |          |
| Ferrocarril Midland       | 1 - 1     | Deportivo Laferrere | 26 de noviembre |          |          |
| Atlético de Rafaela       | 1 - 2     | Talleres (RdE)      | 27 de noviembre |          |          |
| Arsenal                   | 2 - 0     | Nueva Chicago       | 27 de noviembre |          |          |
| Newell's Old Boys         | 5 - 0     | Deportivo Maipú     | 27 de noviembre |          |          |
| Cañuelas                  | 0 - 2     | Talleres (C)        | 27 de noviembre |          |          |
| Libre: Argentino de Merlo |           |                     |                 |          |          |

| Fecha 24              | Fecha 24  | Fecha 24            | Fecha 24       | Fecha 24 | Fecha 24 |
| Local                 | Resultado | Visitante           | Fecha          |          |          |
| --------------------- | --------- | ------------------- | -------------- | -------- | -------- |
| Argentino de Merlo    | 0 - 1     | Newell's Old Boys   | 1 de diciembre |          |          |
| Nueva Chicago         | 2 - 4     | San Luis            | 3 de diciembre |          |          |
| Deportivo Laferrere   | 0 - 2     | Cañuelas            | 3 de diciembre |          |          |
| Berazategui           | 2 - 3     | Atlético de Rafaela | 4 de diciembre |          |          |
| Talleres (C)          | 1 - 0     | Arsenal             | 4 de diciembre |          |          |
| Deportivo Maipú       | 1 - 0     | Ferrocarril Midland | 4 de diciembre |          |          |
| Libre: Talleres (RdE) |           |                     |                |          |          |

| Fecha 25                 | Fecha 25  | Fecha 25            | Fecha 25        | Fecha 25 | Fecha 25 |
| Local                    | Resultado | Visitante           | Fecha           |          |          |
| ------------------------ | --------- | ------------------- | --------------- | -------- | -------- |
| Ferrocarril Midland      | 1 - 0     | Argentino de Merlo  | 6 de diciembre  |          |          |
| Atlético de Rafaela      | -         | Nueva Chicago       | 10 de diciembre |          |          |
| Arsenal                  | 2 - 0     | Deportivo Laferrere | 10 de diciembre |          |          |
| Talleres (RdE)           | 2 - 0     | Berazategui         | 10 de diciembre |          |          |
| San Luis                 | 1 - 0     | Talleres (C)        | 10 de diciembre |          |          |
| Cañuelas                 | 1 - 0     | Deportivo Maipú     | 11 de diciembre |          |          |
| Libre: Newell's Old Boys |           |                     |                 |          |          |

| Fecha 26            | Fecha 26  | Fecha 26            | Fecha 26        | Fecha 26 | Fecha 26 |
| Local               | Resultado | Visitante           | Fecha           |          |          |
| ------------------- | --------- | ------------------- | --------------- | -------- | -------- |
| Talleres (C)        | 1 - 0     | Atlético de Rafaela | 14 de diciembre |          |          |
| Deportivo Maipú     | 1 - 0     | Arsenal             | 14 de diciembre |          |          |
| Argentino de Merlo  | 0 - 1     | Cañuelas            | 17 de diciembre |          |          |
| Newell's Old Boys   | -         | Ferrocarril Midland | 17 de diciembre |          |          |
| Nueva Chicago       | -         | Talleres (RdE)      | 17 de diciembre |          |          |
| Deportivo Laferrere | 1 - 5     | San Luis            | 17 de diciembre |          |          |
| Libre: Berazategui  |           |                     |                 |          |          |

|  |

## Fase permanencia

### Tabla de posiciones
| Pos. | Equipo                   | Pts. | PJ | PG | PE | PP | GF | GC | Dif. |
| ---- | ------------------------ | ---- | -- | -- | -- | -- | -- | -- | ---- |
| 01.º | Quilmes                  | 71   | 26 | 23 | 2  | 1  | 60 | 11 | 49   |
| 02.º | Tigre                    | 65   | 26 | 21 | 2  | 3  | 64 | 15 | 49   |
| 03.º | Defensores de Cambaceres | 51   | 24 | 15 | 6  | 3  | 42 | 12 | 30   |
| 04.º | Chacarita Juniors        | 45   | 26 | 12 | 9  | 5  | 41 | 27 | 14   |
| 05.º | Villas Unidas            | 43   | 26 | 13 | 4  | 9  | 51 | 35 | 16   |
| 06.º | Trocha                   | 35   | 26 | 10 | 5  | 11 | 28 | 48 | −20  |
| 07.º | Sportivo Barracas        | 33   | 25 | 8  | 9  | 8  | 25 | 37 | −12  |
| 08.º | Country Canning          | 29   | 25 | 8  | 5  | 12 | 25 | 27 | −2   |
| 09.º | Sacachispas              | 27   | 26 | 6  | 9  | 11 | 26 | 37 | −11  |
| 10.º | Sportivo Italiano        | 24   | 26 | 5  | 9  | 12 | 11 | 24 | −13  |
| 11.º | Juventud Unida           | 24   | 26 | 6  | 6  | 14 | 26 | 40 | −14  |
| 12.º | San Martín (B)           | 20   | 25 | 4  | 8  | 13 | 29 | 46 | −17  |
| 13.º | Ituzaingó                | 20   | 25 | 5  | 5  | 15 | 18 | 51 | −33  |
| 14.º | General Lamadrid         | 8    | 26 | 1  | 5  | 20 | 10 | 46 | −36  |

|  | Los equipos que ocupen esta posición al finalizar la disputa serán desafiliados de la Primera División C. |

#### Resultados
| Defensores de Cambaceres | 2 - 0 | General Lamadrid  | 25 de junio |
| Chacarita Juniors        | 1 - 0 | Sportivo Italiano | 26 de junio |
| Trocha                   | 0 - 3 | Ituzaingó         | 26 de junio |
| Country Canning          | 0 - 1 | Tigre             | 26 de junio |
| Sacachispas              | 0 - 0 | Sportivo Barracas | 26 de junio |
| Quilmes                  | 3 - 1 | Juventud Unida    | 26 de junio |
| Villas Unidas            | 5 - 1 | San Martín (B)    | 26 de junio |

| San Martín (B)    | 0 - 2 | Quilmes                  | 2 de julio |
| Tigre             | 5 - 0 | Trocha                   | 2 de julio |
| Villas Unidas     | 0 - 1 | Defensores de Cambaceres | 2 de julio |
| Juventud Unida    | 1 - 1 | Sacachispas              | 2 de julio |
| Ituzaingó         | 1 - 1 | Chacarita Juniors        | 2 de julio |
| Sportivo Italiano | 0 - 0 | General Lamadrid         | 2 de julio |
| Sportivo Barracas | 0 - 0 | Country Canning          | 2 de julio |

| General Lamadrid         | 0 - 1 | Ituzaingó         | 9 de julio  |
| Sacachispas              | 2 - 1 | San Martín (B)    | 9 de julio  |
| Defensores de Cambaceres | 1 - 0 | Sportivo Italiano | 10 de julio |
| Chacarita Juniors        | 0 - 0 | Tigre             | 10 de julio |
| Trocha                   | 2 - 1 | Sportivo Barracas | 10 de julio |
| Country Canning          | 3 - 2 | Juventud Unida    | 10 de julio |
| Quilmes                  | 2 - 0 | Villas Unidas     | 10 de julio |

| San Martín (B)    | 0 - 0 | Country Canning          | 16 de julio |
| Tigre             | 5 - 0 | General Lamadrid         | 16 de julio |
| Ituzaingó         | 2 - 0 | Sportivo Italiano        | 16 de julio |
| Quilmes           | 1 - 1 | Defensores de Cambaceres | 17 de julio |
| Villas Unidas     | 1 - 1 | Sacachispas              | 17 de julio |
| Juventud Unida    | -     | Trocha                   | 17 de julio |
| Sportivo Barracas | 0 - 0 | Chacarita Juniors        | 17 de julio |

|  |

## Goleadoras
| Jugadora           | Equipo              | Goles |
| ------------------ | ------------------- | ----- |
| Yazmín Ávalos      | Tigre               | 30    |
| Florencia Pianello | Talleres (C)        | 27    |
| Liliana Flores     | Cambaceres          | 23    |
| Florencia Cordero  | San Luis            | 20    |
| Raquel Polich      | San Luis            | 19    |
| Eliana López       | Atlético de Rafaela | 17    |
| Marcela Bustamante | Cambaceres          | 16    |
| María Miranda      | San Luis            | 16    |
| Natalia Gamarra    | Villas Unidas       | 16    |
| Brenda Barrionuevo | Quilmes             | 15    |
| Melina Salinas     | San Luis            | 15    |
| Daniela Servetti   | Talleres (C)        | 15    |
| Emilse Albornos    | Atlético de Rafaela | 14    |
| Victoria Sisterna  | Arsenal             | 12    |
| Melanie Filipelli  | Berazategui         | 12    |
| Cleonice Santos    | Arsenal             | 11    |
| Yamila Ruiz        | Midland             | 11    |
| Nicole Álvarez     | San Luis            | 11    |
| Mariana Frambati   | Talleres (RdE)      | 10    |